# Bodil Ipsen
Dit artikel of overzicht is mogelijk incompleet; u kunt helpen door het uit te breiden.
Bodil Ipsen (Kopenhagen, 30 augustus 1889 – aldaar, 26 november 1964) was een Deens actrice en filmregisseur.
In 1922 ontving Ipsen de onderscheiding Ingenio et arti. Voor de regie van De røde enge ontving ze een Gouden Palm
In 1948 werd de Deense filmprijs Bodil in het leven geroepen, die naar Ipsen is vernoemd.

## Filmografie
- Bibliothèque nationale de France: cb14684377s (data)
- International Standard Name Identifier: 0000 0003 7191 0303
- KulturNav: fa915559-063a-42b1-98d1-d11005600057
- SNAC: w66c3h18
- Virtual International Authority File: 315548843